# Ernst Streeruwitz
Ernst Streeruwitz, fino al 1919 noto come Ernst Ritter Streer von Streeruwitz (Stříbro, 23 settembre 1874 – Vienna, 19 ottobre 1952), è stato un politico austriaco.

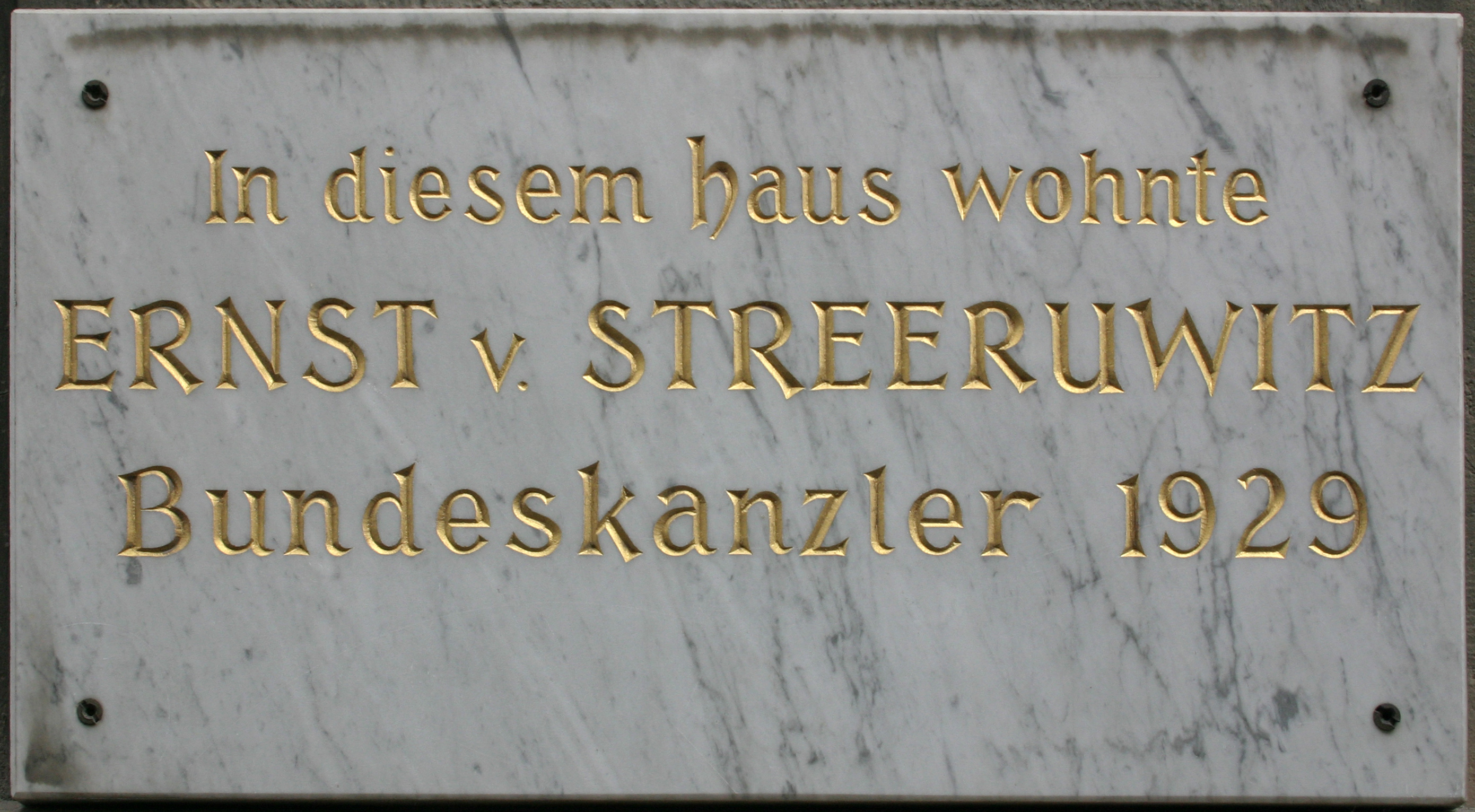
Targa commemorativa per Ernst Streeruwitz a Vienna

È stato il settimo Cancelliere dell'Austria, in carica dal maggio al settembre 1929.
Era rappresentante del Partito Socialcristiano.
Sempre nel 1929 è stato Ministro degli esteri.